# Musée des îles Malouines
Le musée des îles Malouines est un musée situé sur le site historique des chantiers navals à Stanley, dans les îles Malouines. Il est géré par le Falkland Museum and National Trust (FIMNT), une organisation caritative.
Le musée n’a pas de politique officielle en matière de collections, mais il couvre l’histoire naturelle et culturelle des îles Malouines. La FIMNT est également impliquée dans le soin et la protection de divers sites et structures d'importance archéologique et historique à travers les îles. Le nouveau musée comprend une salle interactive consacrée aux récits des habitants de l’île durant la guerre de 1982. Il existe également un grand espace consacré à l'histoire maritime, qui permet d'exposer et d'apprécier de grandes pièces.

## Historique
Le musée a été créé en 1987 et inauguré officiellement le 13 février 1989 par sir Rex Hunt, ancien gouverneur des Îles Malouines. Le déménagement dans son emplacement actuel a pris plusieurs années, car la collecte de fonds pour le projet a pris du temps. L'aménagement du site historique des chantiers navals a été terminé en 2014, mais des projets sont encore en cours pour donner vie à d'autres bâtiments et expositions.